# Meteoritenfall Schweinfurt (1627)
Meteoritenfall Schweinfurt im Jahr 1627 ist die Bezeichnung für ein angebliches Impaktereignis in Süddeutschland.
In der Altstadt von Schweinfurt ist im Innenhof des historischen Vorderhauses der Brauerei Roth noch heute folgende Inschrift zu lesen:
Galgen Rad u. Rabenstein

Böser Buben Warnung sein.

Auch zur Warnung mir u. Dir

Dieser Donnerkeil hängt hier!
Über dieser Inschrift hängt an einer Kette ein angeblicher Meteorit.

## Hintergrund
Im Jahr 1579 erwarb Johann Schopper das Grundstück, auf dem die heutige Brauerei Roth steht, und erbaute darauf das sogenannte Schopperhaus. Einer der nächsten Besitzer, Ratskonsulat Johann Höfel, schmückte das prächtige Haus mit Sprüchen, Bildern, Wappen und Reliefs – auch mit der mysteriösen Inschrift. Im Jahr 1818 wurde in diesem Hause eine Brauerei gegründet, die im Jahr 1870 die Familie Roth übernahm. Der neue Besitzer schickte den vermeintlichen Meteoriten zur Überprüfung an das Generalkonservatorium in München. Eine Analyse ergab, dass der Stein kein Meteorit, sondern ein im Main rund geschliffener Quarz ist. Allerdings liegen keine Aufzeichnungen über diese Untersuchung vor. 

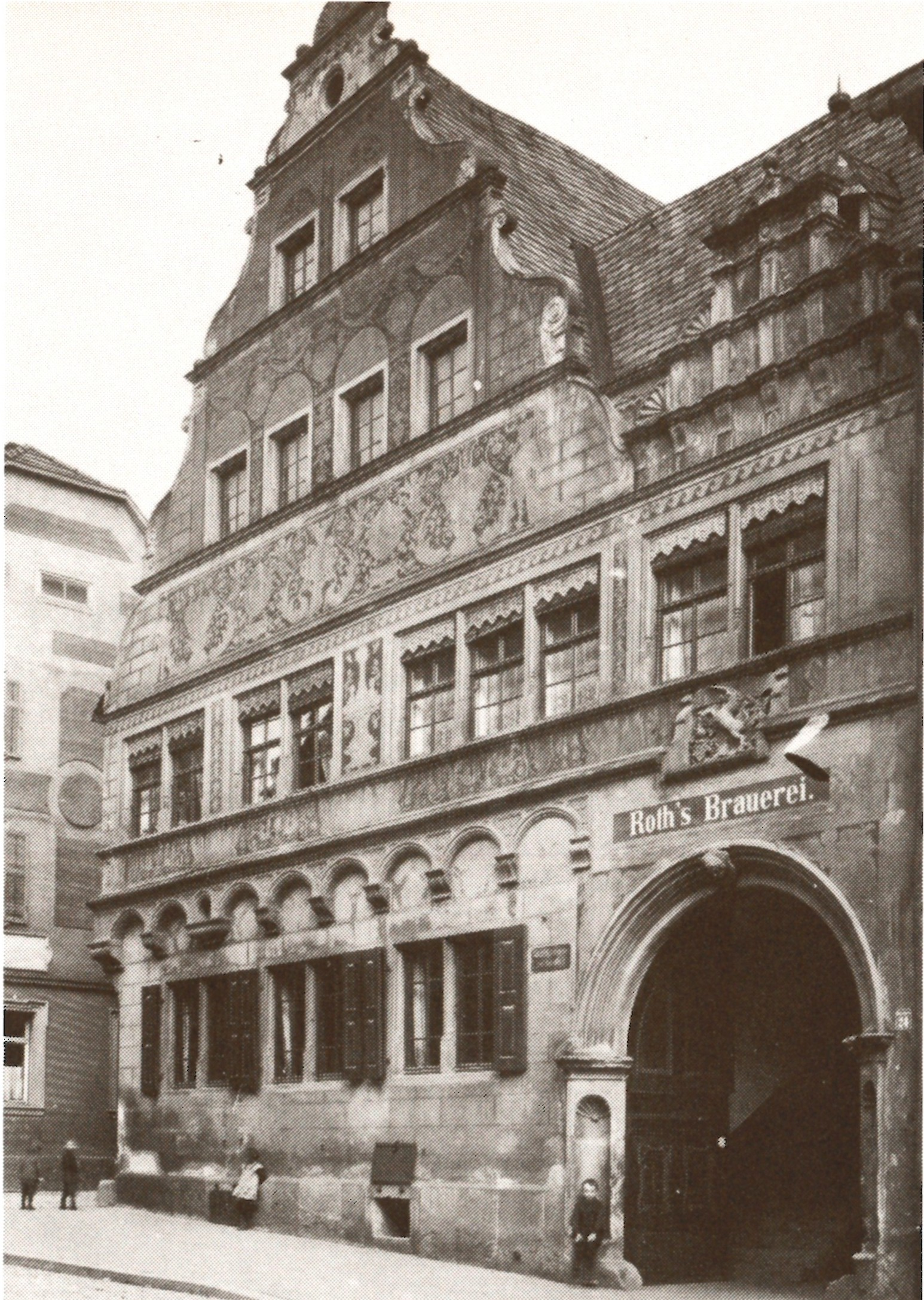
Schopperhaus (auch: Roth'sches Haus). Im letzten Krieg teilzerstört; das Erdgeschoss mit Tor blieb erhalten

Die Brauerei Roth, ein Renaissance-Haus in Schweinfurt, wurde im Zweiten Weltkrieg bis auf das Erdgeschoss zerstört. Der Spruch auf der Original-Wandplatte in der Toreinfahrt blieb erhalten, von einem Meteoriten aber fehlt jede Spur. Zu sehen ist lediglich eine Attrappe aus Holz. Auch in diesem Fall ist nicht mehr zu ermitteln, wer sie anfertigte.

### Schwarzer Lydit aus dem Main als Meteorit
Die Frage, wie ein normalerweise weißes Quarzgeröll für einen Meteoriten gehalten werden kann, lässt sich durch die im Main häufiger antreffende schwarze Lydite beantworten. Lydit ist ein Gestein, das aus den Kieselskeletten einzelliger mariner Mikroorganismen besteht, die, chemisch gesehen, mit Quarz identisch sind. Diese Gesteine werden im Frankenwald abgebaut und anschließend über den Main weitertransportiert. In Unterfranken sind sie nur im und entlang des Mains vorzufinden.

## Schweinfurter Stadtgeschichte
Dieser angebliche Meteorit gehört seit langem zur überlieferten Stadtgeschichte Schweinfurts. Immer wieder taucht er in Büchern beziehungsweise Chroniken auf. Der Donnerkeil ist dort bestens bekannt: Von Generation zu Generation wurde überliefert, er sei vom Himmel gefallen. Sogar Schulklassen machen Ausflüge dorthin. Es existieren keine weiteren Informationen über einen möglichen Meteoritenfall in Schweinfurt. Ein Meteoritenfall gilt als äußerst unwahrscheinlich.